# Augmentation
Per augmentation, nel contesto della gestione farmacologica delle patologie psichiatriche, si intende la combinazione di due o più farmaci per ottenere migliori risultati terapeutici. Ad esempio:
- Prescrivere un antipsicotico atipico quando sia sta già assumendo un inibitore selettivo della ricaptazione della serotonina per il trattamento della depressione.[1]
- Prescrivere estrogeni a un paziente già in trattamento con antipsicotici per la gestione della schizofrenia.[2]
- Somministrare un antagonista del recettore dell'adenosina A2A in aggiunta al trattamento corrente per il morbo di Parkinson.[3]

In farmacologia, il termine è usato occasionalmente per descrivere trattamenti che aumentano la concentrazione di alcune sostanze nel corpo. Per esempio, in caso di carenza di un ormone, enzima o altra sostanza endogena. Ad esempio:
- Uso di DDCI in aggiunta a L-DOPA, per ridurre la conversione di L-DOPA al di fuori del cervello.
- Somministrazione di α1 antitripsina a un paziente con deficit di alfa 1-antitripsina.[4]